# Sanni Franssi
Sanni Franssi (19 maart 1995) is een voetbalspeelster uit Finland. Ze speelt als aanvaller voor London City Lionesses in de Super League.

## Clubcarrière
Franssi' eerste profclub was PK-35. Ze maakte haar debuut in de Finse Kansallinen Liiga in een wedstrijd tegen Åland United op 15 april 2012. Ze maakte haar eerste doelpunt in de negende minuut van een wedstrijd tegen GBK. In 2016 werd Franssi uitgeroepen tot 'speelster van het seizoen' in de Kansallinen Liiga nadat ze dat seizoen 20 competitiedoelpunten had gemaakt voor PK-35. Na dat seizoen werd Franssi verhuurd aan het Zwitserse FC Zürich. In het seizoen 2016/17 maakte ze in de Super League achttien doelpunten en hielp ze haar ploeg aan de tweede plaats achter FC Neunkirch en bekerwinst.
In juli 2017 keerde Fransa terug bij PK-35. In een wedstrijd tegen JyPK op 8 juli 2017 maakte ze haar rentree in d3 Kansallinen Liiga. Franssi kwam tot scoren tegenn TPS op 15 juli 2017.
In september 2017 tekende Franssi een contract in Italië bij het nieuw opgerichte Juventus FC. Ze maakte haar debuut in de Serie A. L in een wedstrijd tegen Atalanta Bergamo. Ze opende haar Italiaanse doelpuntenrekening tegen Empoli op 28 oktober 2017.
Na een jaartje in Italië maakte ze de overstap naar het Deense Fortuna Hjørring op 8 september 2018. Franssi maakte haar eerste doelpunt tegen B 93 op 16 september 2018, waarop ze in de 67ste minuut tot scoren kwam. Ze verlengde op 27 april 2019 haar contract met een jaar.
Nadat ze dit contract had uitgediend, werd ze op 17 juli 2020 door het Spaanse Real Sociedad als nieuwe speelsters gepresenteerd. Franssi debuteerde in de Primera División op 11 oktober 2020 in een wedstrijd tegen Deportivo de La Coruña. Precies een maand later volgde haar eerste doelpunt in de 70ste minuut van een wedstrijd tegen Dux Logroño.
In december 2021 wekte Franssi interesse van meerdere Engelse Super League clubs, maar tot een transfer kwam het niet. Ze verlengde op 6 april 2022 haar contract in San Sebastián met twee jaar. In 2025 koos ze voor een overstap naar het Engelse London City Lionesses, waarmee ze voot het eerst uitkomt jn de Suoer League.

## Statistieken
| Seizoen | Club                  | Land       | Competitie        | Weŕþþdstrijden | Doelpunten |
| ------- | --------------------- | ---------- | ----------------- | -------------- | ---------- |
| 2012    | PK-35                 | Finland    | Kansallinen Liiga | 6              | 0          |
| 2013    | PK-35                 | Finland    | Kansallinen Liiga | 20             | 3          |
| 2014    | PK-35                 | Finland    | Kansallinen Liiga | 23             | 18         |
| 2015    | PK-35                 | Finland    | Kansallinen Liiga | 23             | 19         |
| 2016    | PK-35                 | Finland    | Kansallinen Liiga | 15             | 20         |
| 2017    | PK-35                 | Finland    | Kansallinen Liiga | 4              | 3          |
| 2017/18 | Juventus FC           | Italië     | Serie A           | 21             | 10         |
| 2018/19 | Fortuna Hjørring      | Denemarken | Elitedivisionen   | 22             | 10         |
| 2019/20 | Fortuna Hjørring      | Denemarken | Elitedivisionen   | 19             | 9          |
| 2020/21 | Real Sociedad         | Spanje     | Primera División  | 31             | 10         |
| 2021/22 | Real Sociedad         | Spanje     | Primera División  | 30             | 10         |
| 2022/23 | Real Sociedad         | Spanje     | Primera División  | 28             | 4          |
| 2023/24 | Real Sociedad         | Spanje     | Primera División  | 29             | 7          |
| 2024/25 | Real Sociedad         | Spanje     | Primera División  | 28             | 4          |
| 2025/26 | London City Lionesses | Engeland   | Super League      | 0              | 0          |
| Totaal  | Totaal                | Totaal     | Totaal            | 299            | 118        |

Laatste update: 5 juli 2025

## Interlandcarrière
Franssi maakte haar debuut voor de Finse nationale ploeg in februari 2015 in een wedstrijd tegen Zweden.  Eerder was ze als jeugdinternational uitgekomen op het WK -20 in 2014.
Franssi maakte haar eerste interlanddoelpunt in een 3-2 nederlaag tegen Portugal in de EK 2017 kwalificatiereeks op 16 september 2016. In 2018 was ze met haar land actief op de Cyprus Women's Cup. In 2019 en 2020 was ze opnieuw op ditzelfde toernooi actief.
In 2022 werd Franssi opgenomen in de Finse selectie voor op het EK 2022 in Engeland. Na drie nederlagen eindigde het toernooi voor Finland in de groepsfase. Meer succes hadden Franssi en haar land in 2023 op de Cyprus Women's Cup die ze voor het eerst wisten te winnen.
Franssi werd op 13 juni 2025
opgenomen in de Finse selectie voor op het EK 2025 in Zwitserland.